# Make-up-Ei

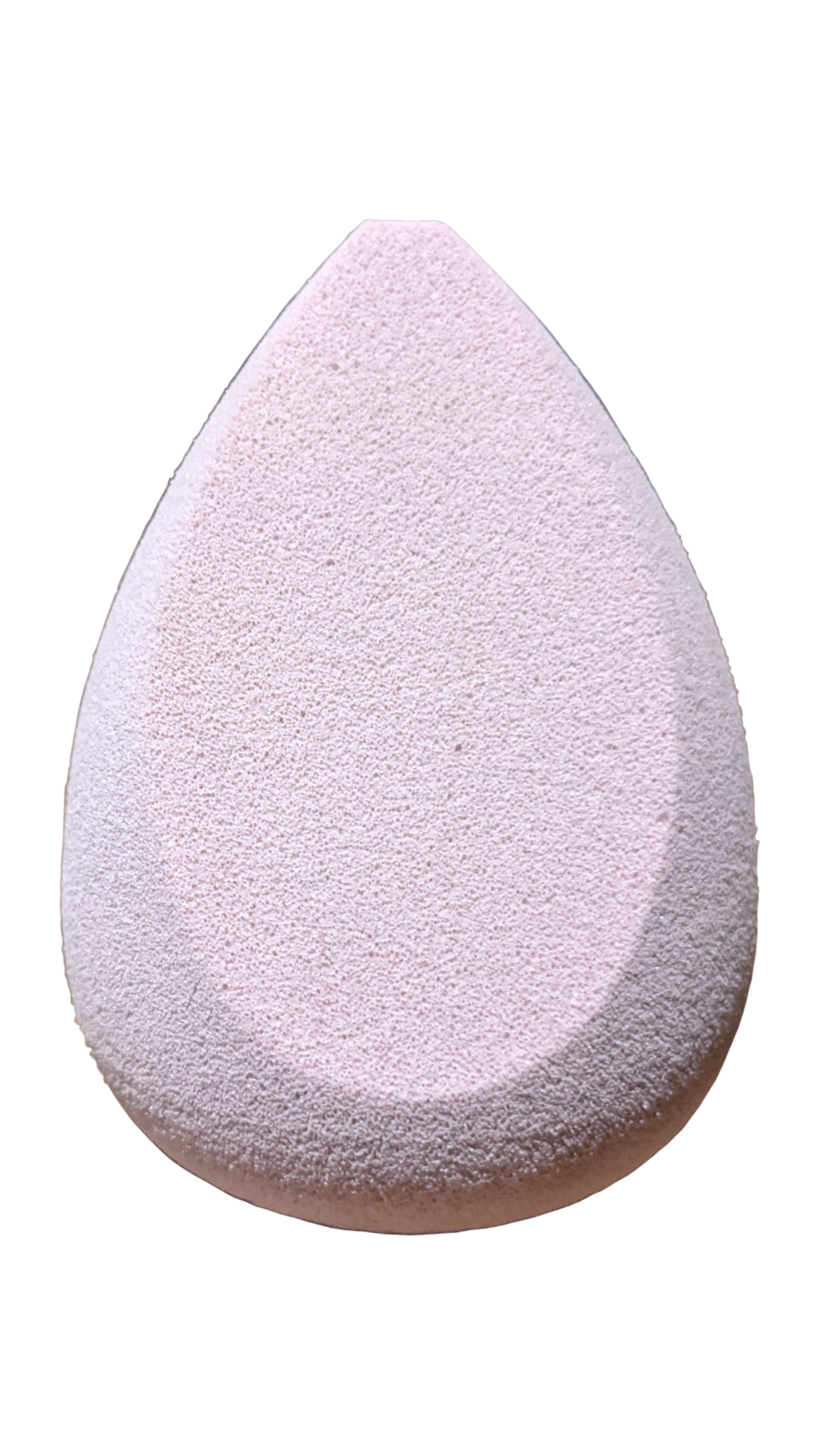
Ein Make-up-Ei wird zum Auftragen und Verblenden von Make-up verwendet.

Ein Make-up-Ei (aus dem Englischen auch Beautyblender) ist ein Kosmetikschwamm, der zum Auftragen und Verblenden von Make-up-Produkten verwendet wird (zum Beispiel Foundation, Concealer, Highlighter, Puder, Rouge). Die Schwammspitze ist dabei für den Augen- und Nasenbereich gedacht und die breitere Unterseite für die großflächige Anwendung in der T-Zone und dem Wangenbereich.